# MAO (manga)
MAO (マオ?, Mao) è un manga scritto e disegnato da Rumiko Takahashi, pubblicato a partire dall'8 maggio 2019 sulla rivista Weekly Shōnen Sunday di Shogakukan, dopo più di un anno dalla conclusione della sua precedente opera, Rinne. La Star Comics ha annunciato l'acquisizione dei diritti ad aprile 2020 ed ha iniziato la pubblicazione ad ottobre dello stesso anno. Un adattamento anime prodotto da Sunrise sarà trasmesso su NHK General TV nel secondo trimestre del 2026.

## Trama
Nanoka Kiba è una studentessa dei giorni nostri che da bambina è andata vicina alla morte a causa di un misterioso incidente in auto. Un giorno, passando per la strada pedonale di fronte al luogo dell'incidente, si ritrova catapultata nel periodo Taisho. Qui incontra Mao, un onmyōji e medico di ayakashi, il quale potrebbe sapere di più sull'incidente della sua infanzia e su strani eventi che la coinvolgono.

## Personaggi
Mao (摩緒?)
Doppiato da: Yūki Kaji (video promozionale, anime)
È il protagonista della serie. Possessore della micidiale spada lunga Hagunsei, Mao è un onmyōji che novecento anni fa, nell'era heian, era allievo del clan Goko. Durante un'aggressione alla villa del clan in cui il capofamiglia e sua figlia Sana sono stati uccisi, Mao ha combattuto contro il mostro Byoki, un potente kodoku creato con un terrificante rituale, e ne ha acquisito il sangue velenoso. Da allora gli dà la caccia per liberarsi di tale maledizione.
Nanoka Kiba (黄葉 菜花?, Kiba Nanoka)
Doppiata da: Natsumi Kawaida (anime)
È la coprotagonista della storia, all'apparenza una normale e coraggiosa ragazza che inizialmente frequenta il terzo anno delle scuole medie. In un incidente di otto anni prima i suoi genitori persero la vita e anche lei andò vicino alla morte a causa di un mostro, acquisendo anch'ella il sangue di Byoki. Ora usa la galleria pedonale di fronte al luogo dell'incidente come porta per viaggiare nell'era Taisho e indagare con Mao su misteriosi omicidi, culti e sparizioni.
Otoya (乙弥?)
Uno shikigami, assistente di Mao e da questi creato, dall'aspetto di un bambino.
Uozumi (魚住?)
Uno shikigami inviato da Mao a prendersi cura di Nanoka; lavora come domestica nella casa dove la ragazza vive con il nonno.
Byōki (猫鬼?)
Un demone con un aspetto simile al gatto di Sana, Haimaru (灰丸?), che vorrebbe usare Mao e Nanoka come propri involucri.
Tenko (貂子?)
Un'amica di Mao, cameriera in un bar, che gli fornisce gli ultimi pettegolezzi.
Hyakka (百火?)
Doppiato da: Hiro Shimono (video promozionale, anime)
Un allievo dell'antico clan Goko che usa incantesimi legati al fuoco. Nell'era Heian, quando vivevano nella villa del clan, era in rapporti amichevoli con Mao, ma quando si reincontrano nell'era Taisho lo odia, perché era stato indotto a credere che avesse ucciso Sana. Una volta chiarito che Mao non è colpevole della morte di Sana, lo aiuta in diverse occasioni.
Kamon (華 紋?)
Doppiato da: Toshiyuki Toyonaga (video promozionale, anime)
Un allievo dell'antico clan Goko che usa incantesimi legati al legno ed era attratto da Masago. Nell'era Taisho si fa chiamare Kuchinawa (朽縄?) e, grazie ad un incantesimo, si finge un vecchio amico di famiglie ricche per vivere nel lusso. Quando gli fa comodo unisce le forze con Mao.
Masago (真砂?)
Una gentile e potente allieva dell'antico clan Goko che usava incantesimi legati all'acqua.
Shiranui (不知火?)
Un allievo dell'antico clan Goko che usa incantesimi legati all'acqua. Nell'epoca Heian era un allievo piuttosto inetto ed è sempre stato geloso di Mao. Ora usa il nome del clan Goko per vendere incantesimi e maledizioni. Yurako è sua alleata.
Hakubi (白眉?)
Un allievo dell'antico clan Goko che usa incantesimi legati al metallo. Ha combattuto contro Hyakka nella guerra russo-giapponese e ha una vecchia alleanza con Yurako. Nell'era Tashio si presenta come il Capitano Shirasu (白洲?), indossando una maschera di metallo per nascondere il fatto che non invecchia. Raccoglie giovani allievi per rifondare il clan Goko.
Yurako (幽羅子?)
Una donna misteriosa con lo stesso volto di Sana, un tempo usata segretamente dal clan Goko come involucro per assorbire ed annullare le maledizioni scagliate contro il clan stesso. È da sempre innamorata di Mao.
Sana (紗那?)
Figlia del maestro di Mao, capofamiglia dell'antico clan Goko, pensava che il padre l'avesse fidanzata con lui e intendeva rispettarne i desideri, anche se era innamorata di Daigo. Haimaru era il suo gatto. È stata uccisa durante l'aggressione alla villa del clan.
Daigo (大五?)
Cresciuto in orfanotrofio con Mao, di cui si considerava un fratello maggiore, era un allievo molto promettente dell'antico clan Goko che usava incantesimi legati alla terra. Aveva raccomandato Mao in modo da farsi raggiungere nel clan, ma è stato ucciso nella lotta di successione aperta dal maestro.
Natsuno (夏野?)
Una ottima allieva dell'antico clan Goko che usa incantesimi curativi legati all'elemento terra per creare potenti medicine. Era affetta da una malattia mortale contro la quale le sue cure erano inefficaci, ma è stata salvata da un misterioso fantoccio di terra con cui ha stipulato un contratto. Collabora saltuariamente con Mao e Kamon.

## Media

### Manga
L'opera viene pubblicata in Giappone su Weekly Shōnen Sunday con cadenza settimanale, a partire dall'8 maggio 2019. Il 18 settembre 2019 viene pubblicato, sempre dall'editore Shogakukan, il primo tankōbon.
In Italia la serie viene pubblicata da Star Comics nella collana Express dal 14 ottobre 2020. La traduzione dei testi è curata da Rie Zushi.
Viz Media pubblica la traduzione inglese a partire dal settembre 2021. La traduzione francese è pubblicata da Glénat dal luglio 2020. La versione indonesiana è di Elex Media Komputindo.

#### Volumi

##### Volumi 1-10
| Nº | Titolo italiano Giapponese 「Kanji」 - Rōmaji | Data di prima pubblicazione              | Data di prima pubblicazione             |
| Nº | Titolo italiano Giapponese 「Kanji」 - Rōmaji | Giapponese                               | Italiano                                |
| 1  | MAO 1 「MAO 1」 - Mao 1 | 18 settembre 2019 ISBN 978-4-09-129310-7 | 14 ottobre 2020 ISBN 978-88-226-1990-7  |
| 1  | Capitoli - 1. Nanoka (菜花?, Nanoka) - 2. Mao (摩緖?, Mao) - 3. Oltre il gate (門（ゲート）の向こう?, Geeto no mukou) - 4. Il visconte senza volto (顔のない子爵?, Kao no nai shishaku) - 5. La donna ragno (蜘蛛女?, Kumo onna) - 6. Gli individui maledetti (呪われた者?, Norowareta mono) - 7. Il disastroso cedimento del terreno (陥没事故?, Kanbotsu jiko) - 8. Controllare la durata della vita (寿命を操る?, Jumyō wo ayatsuru) |                                          |                                         |
| 2  | MAO 2 「MAO 2」 - Mao 2 | 18 novembre 2019 ISBN 978-4-09-129446-3  | 9 dicembre 2020 ISBN 978-88-226-2040-8  |
| 2  | Capitoli - 9. L'origine dei demoni (鬼神の出処?, Kishin no shussho) - 10. L'altra faccia della setta (教団の裏側?, Kyōdan no uragawa) - 11. Ritorcere una maledizione (呪い返し?, Noroi Gaeshi) - 12. La predizione delle venerabile Shoko (鐘呼さまの予言?, Shouko-sama no yogen) - 13. La pietra di volta (要石?, Kanameishi) - 14. I guardiani della barriera magica (結界の守人?, Kekkai no moribito) - 15. L'esca (囮?, Otori) - 16. Il morso dell'acqua (水の顎?, Mizu no agito) - 17. Ricordi di quel giorno (あの日の記憶?, Ano hi no kioku) - 18. L'inizio (始まり?, Hajimari)                   |                                          |                                         |
| 3  | MAO 3 「MAO 3」 - Mao 3 | 17 gennaio 2020 ISBN 978-4-09-129547-7   | 10 febbraio 2021 ISBN 978-88-226-2096-5 |
| 3  | Capitoli - 19. Byoki (猫鬼?, Byōki) - 20. La coda con sette ramificazioni (七又の尾?, Nanamata no o) - 21. Un nuovo involucro (新しい器?, Atarashī utsuwa) - 22. Lo shikigami protettore (守護の式神?, Shugo no shikigami) - 23. La signora Uozumi (魚住さん?, Uozumi-san) - 24. Il palazzo Ryounkaku (凌雲閣?, Ryōunkaku) - 25. Hyakka, l'allievo più anziano (兄弟子百火?, Anideshi Hyakka) - 26. La spada del malaugurio (不吉の太刀?, Fukitsu no tachi) - 27. Haimaru (灰丸?, Haimaru) - 28. Kuchinawa (朽縄?, Kuchinawa)                                                                             |                                          |                                         |
| 4  | MAO 4 「MAO 4」 - Mao 4 | 18 maggio 2020 ISBN 978-4-09-850078-9    | 7 aprile 2021 ISBN 978-88-226-2203-7    |
| 4  | Capitoli - 29. L'uomo chiamato... (男の名は?, Otoko no na wa) - 30. Gli shikigami provenienti da ovest (西から来た式神?, Nishi kara kita Shikigami) - 31. La terra e il katashiro (土と形代?, Tsuchi to katashiro) - 32. Il padrone degli shikigami (式神の主?, Shikigami no aruji) - 33. Mokuzu (藻久不?, Mokuzu) - 34. La fossa del kodoku (蟲毒の穴?, Kodoku no ana) - 35. Taizan fukun (泰山府君?, Taizanfukun) - 36. Un visitatore sotto la pioggia (雨の訪問者?, Ame no hōmon-sha) - 37. Il vaso del kodoku (蠱毒の壺?, Kodoku no tsubo) - 38. Sangue che si mescola (血の交わり?, Chi no majiwari) |                                          |                                         |
| 5  | MAO 5 「MAO 5」 - Mao 5 | 18 agosto 2020 ISBN 978-4-09-850174-8    | 9 giugno 2021 ISBN 978-88-226-2298-3    |
| 5  | Capitoli - 39. Masago (真砂?, Masago) - 40. Shiranui (不知火?, Shiranui) - 41. L'avvertimento (警告?, Keikoku) - 42. La conversazione di tre uomini (鼎談?, Teidan) - 43. Colui che dona (与える者?, Ataerumono) - 44. Incrociarsi (すれ違い?, Sure chigai) - 45. La maschera di ferro (鉄仮面?, Tekkamen) - 46. Yurako (幽羅子?, Yurako) - 47. La fine di Sana (沙那の最期?, Sana no saigo) - 48. Lo shikigami del metallo (金の式神?, Kin no Shikigami) |                                          |                                         |
| 6  | MAO 6 「MAO 6」 - Mao 6 | 16 ottobre 2020 ISBN 978-4-09-850266-0   | 11 agosto 2021 ISBN 978-88-226-2430-7   |
| 6  | Capitoli - 49. La grotta Byakkotsu (白骨洞?, Byakkoddou) - 50. Le gambe di Shiranui (不知火の足?, Shiranui no ashi) - 51. I sospetti di Nanoka (菜花の疑念?, Nanoka no ginen) - 52. La casa maledetta (呪いの家?, Noroi no ie) - 53. Dietro la maschera (仮面の下?, Kamen no shita) - 54. Hakubi (白眉?, Hakubi) - 55. La donna del Clan Goko (御降家の女?, Gokouke no onna) - 56. Al di fuori del circolo di distruzione (相剋の外?, Sōkoku no soto) - 57. Non si sveglia (覚めない?, Samenai) - 58. Maogui (マオグイ?, Maogui)                                                                          |                                          |                                         |
| 7  | MAO 7 「MAO 7」 - Mao 7 | 18 gennaio 2021 ISBN 978-4-09-850385-8   | 13 ottobre 2021 ISBN 978-88-226-2590-8  |
| 7  | Capitoli - 59. L'orfanatrofio (捨童子の家?, Sutedōji no ie) - 60. Una medicina fatta con la terra (土薬?, Tsuchi kusuri) - 61. Natsuno (夏野?, Natsuno) - 62. La morte di Daigo (大五の死?, Daigo no shi) - 63. La convocazione dell'anima (魂おろし?, Tama oroshi) - 64. Il santuario in fondo al mare (海底の社?, Kaidei no yashiro) - 65. Il cerchio del destino del padiglione Goshiki (五色堂の輪?, Goshikidō no wa) - 66. Circondati dall'aura maligna (邪気の中?, Jyaki no naka) - 67. La protezione (加護?, Kago) - 68. Il cadavere indeperibile (朽ちない亡骸?, Kuchinai nakigara)               |                                          |                                         |
| 8  | MAO 8 「MAO 8」 - Mao 8 | 17 marzo 2021 ISBN 978-4-09-850395-7     | 7 dicembre 2021 ISBN 978-88-226-2793-3  |
| 8  | Capitoli - 69. Il cuore di Sana (紗那の心臓?, Sana no shinzō) - 70. L'esorcismo (憑きもの落とし?, Tsukimono otoshi) - 71. L'aggressore (通り魔?, Toori ma) - 72. La bestia (獣?, Kemono) - 73. Il tesoro di famiglia del clan Kagami (加神家の家宝?, Kagamike no kahō) - 74. Il desiderio di Soma (双馬の望み?, Soma no nozomi) - 75. L'ago da burattinaio (傀儡の針?, Kugutsu no hari) - 76. Trafiggere la bestia (獣を斬る?, Kemono wo kiru) - 77. Rischiare la vita (捨て身?, Sutemi) - 78. Il paziente che va in giro la notte (夜歩く患者?, Yoruaruku kanja)                                         |                                          |                                         |
| 9  | MAO 9 「MAO 9」 - Mao 9 | 16 luglio 2021 ISBN 978-4-09-850531-9    | 9 marzo 2022 ISBN 978-88-226-3034-6     |
| 9  | Capitoli - 79. Il centesimo anno (百年目?, Hyakunenme) - 80. L'hiden-in (悲田院?, Hidenin) - 81. Il contratto (契約?, Keiyaku) - 82. La compagnia teatrale itinerante (村芝居の一座?, Murashibai no ichiza) - 83. La mano destra (右手?, Migite) - 84. Il gioco delle maledizioni (呪い遊び?, Noroi asobi) - 85. Kagari (かがり?, Kagari) - 86. Il segno dell'ago (針の跡?, Hari no ato) - 87. Gli spettri e i rakshasa (幽鬼と羅刹?, Yūki to rasetsu) - 88. Il mondo di Yurako (幽羅子の世界?, Yurako no sekai)                                                                                          |                                          |                                         |
| 10 | MAO 10 「MAO 10」 - Mao 10 | 18 ottobre 2021 ISBN 978-4-09-850723-8   | 8 giugno 2022 ISBN 978-88-226-3231-9    |
| 10 | Capitoli - 89. Comprensione (いたわり?, Itawari) - 90. Le parole sono una maledizione (言葉は呪い?, Kotoba wa noroi) - 91. Il kakachu (苛火虫?, Kakachu) - 92. Renji (漣次?, Renji) - 93. La scelta tra la vita e la morte (生死の選択?, Seishi no sentaku) - 94. Il giardino per il prolungamento della vita (延命の庭?, Enmei no niwa) - 95. L'ambizione (野望?, Yabō) - 96. Le intenzioni di Hakubi (白眉の胸中?, Hakubi no kyōchū) - 97. La famiglia Otori (家の事情?, Ke no jijō) - 98. La prima vittima (最初の被害者?, Saisho no higaisha)                                                         |                                          |                                         |

##### Volumi 11-20
| Nº | Titolo italiano Giapponese 「Kanji」 - Rōmaji | Data di prima pubblicazione             | Data di prima pubblicazione              |
| Nº | Titolo italiano Giapponese 「Kanji」 - Rōmaji | Giapponese                              | Italiano                                 |
| 11 | MAO 11 「MAO 11」 - Mao 11 | 18 gennaio 2022 ISBN 978-4-09-850867-9  | 10 agosto 2022 ISBN 978-88-226-3354-5    |
| 11 | Capitoli - 99. La spada protettrice (護り刀?, Mamori katana) - 100. Trasferire la maledizione (呪い移し?, Noroi utsushi) - 101. Il Meimeido (冥命堂?, Meimeido) - 102. La missione di Soma (双馬の使命?, Soma no shimei) - 103. La determinazione di uccidere (殺す覚悟?, Korosu kakugo) - 104. Akanemaru (地血丸?, Akanemaru) - 105. La padrona della spada (刀の主?, Katana no aruji) - 106. La contrattazione (駆け引き?, Kakehiki) - 107. La paura di Mao (魔緒の焦り?, Mao no aseri) - 108. I coniugi benefattori (慈善家夫婦?, Jizenkafufuu)                                                                     |                                         |                                          |
| 12 | MAO 12 「MAO 12」 - Mao 12 | 17 marzo 2022 ISBN 978-4-09-851008-5    | 12 ottobre 2022 ISBN 978-88-226-3485-6   |
| 12 | Capitoli - 109. Lo yueqin (月琴?, Gekkin) - 110. Un kodoku umano (人間の蟲毒?, Ningen no kodoku) - 111. Un enorme strumento per maledizione (巨大な呪具?, Meimeido) - 112. Il punto debole (弱点?, Jakuten) - 113. La mano che spunta da una borsa (鞄の手?, Kaban no tei) - 114. La farmacia in un edificio in stile occidentale (西洋館の薬局?, Seiyō-kan no yakkyoku) - 115. Il laboratorio (作業場?, Sagyouba) - 116. Un colpo insanguinato (血の一撃?, Chi no ichi geki) - 117. Un sonaglio di terracotta (土鈴?, Dorei) - 118. In profondità nel terreno (床下?, Yugashita)                                      |                                         |                                          |
| 13 | MAO 13 「MAO 13」 - Mao 13 | 17 giugno 2022 ISBN 978-4-09-851151-8   | 7 dicembre 2022 ISBN 978-88-226-3628-7   |
| 13 | Capitoli - 119. Un guscio vuoto (抜け殻?, Nuke gara) - 120. Gli Occhi Infuocati del Rancore (睨み火?, Nirami hi) - 121. Quella autentica (本物?, Honmono) - 122. Una sfera di luce blu (青い光の玉?, Aoi hikari no tama) - 123. La preghiera per la pioggia (雨乞い?, Amakoi) - 124. L'uomo d'affari (乗っ取り屋?, Nottoriya) - 125. Il seme dell'anima (魄の種?, Haku no tane) - 126. Il villaggio Mitazono (御手園村?, Mitazono mura) - 127. La determinazione di Mei (芽生の決意?, Mei no ketsui) - 128. La maledizione della casa abbandonata (廃屋の祟り?, Haioku no tatari)                                      |                                         |                                          |
| 14 | MAO 14 「MAO 14」 - Mao 14 | 12 ottobre 2022 ISBN 978-4-09-851262-1  | 8 marzo 2023 ISBN 978-88-226-3876-2      |
| 14 | Capitoli - 129. L'aura malvagia del pozzo (井戸の邪気?, Ido no jaki) - 130. Il takarigami (祟り神?, Tatari gami) - 131. L'energia vitale della Terra (地の気?, Chi no ki) - 132. Parole sincere (まっすぐ言葉?, Massugu kotoba) - 133. La famiglia che maledice su commissione (呪い屋の姉妹?, Noroi ya no shimai) - 134. Gli aghi e la spada (針と刀?, Hari to katana) - 135. Differenza di capacità (力の差?, Chikara no sa) - 136. Il ruolo di sorella maggiore (姉の立場?, Ane no tachiba) - 137. La Maschera del Giudizio (裁きの面?, Sabaki no men) - 138. La minaccia con il fuoco (火脅?, Hi odoshi)           |                                         |                                          |
| 15 | MAO 15 「MAO 15」 - Mao 15 | 18 gennaio 2023 ISBN 978-4-09-851534-9  | 9 agosto 2023 ISBN 978-88-226-4185-4     |
| 15 | Capitoli - 139. Sasuga (流石?, Sasuga) - 140. La fine della maschera (面の始末?, Men no shimatsu) - 141. Anomalia nel nascondiglio (隠れ家の異変?, Kakure ka no ihen) - 142. Il vero volto (本当の顔?, Hanto no kao) - 143. I ruoli delle gemelle (双子の役割?, Futago no yakuwari) - 144. Colui che dispensa la cura (配剤し?, Haizaishi) - 145. Il dono del cielo (天からの授かりもの?, Ten kara no sazukarimono) - 146. Avere in pugno la vita o la morte (生死を握る?, Seishi o nigiru) - 147. Lo spirito maligno di un gatto (化け猫?, Bake neko) - 148. Il prigioniero (囚われた男?, Torawareta otoko)           |                                         |                                          |
| 16 | MAO 16 「MAO 16」 - Mao 16 | 18 aprile 2023 ISBN 978-4-09-852029-9   | 6 dicembre 2023 ISBN 978-88-226-4375-9   |
| 16 | Capitoli - 149. Un incontro inaspettato (邂逅?, Kaigō) - 150. Il complotto di Byoki (猫鬼の企み?, Byoki no takurami) - 151. Una persona scomparsa (尋ね人?, Tazune bito) - 152. Hazuki (羽月?, Hazuki) - 153. La sala di preghiera della famiglia Otori (鳳家の祈祷所?, Otori-ke no kitōjo) - 154. Un uomo qualunque (おじさん?, Ojisan) - 155. La pietra di Suzaku (朱雀石?, Suzaku ishi) - 156. Cambio generazionale (代替わり?, Daigawari) - 157. La maledizione della capofamiglia (先代の呪い?, Sendai no noroi) - 158. La discendente (末裔?, Matsuei)                                                           |                                         |                                          |
| 17 | MAO 17 「MAO 17」 - Mao 17 | 18 agosto 2023 ISBN 978-4-09-852614-7   | 12 marzo 2024 ISBN 978-88-226-4578-4     |
| 17 | Capitoli - 159. Un lavoro ufficiale (正式な仕事?, Seishikina shigoto) - 160. Il motivo di tanta determinazione (覚悟の理由?, Kakugo no riyū) - 161. Vita o morte di Natsuno (夏野の生死?, Natsuno no seishi) - 162. Un recipiente per l'anima (魂の礼物?, Tamashī no reimotsu) - 163. Richiesta di cure mediche (治療の依頼?, Chiryō no irai) - 164. Parole velenose (言葉の毒?, Kotoba no doku) - 165. La luce (光?, Hikari) - 166. Lo Scrigno della Metamorfosi (化生の匣?, Kasei no hako) - 167. Le tracce dello scrigno (匣の行方?, Hako no yukue) - 168. Lo strumento che si sposta (移動する呪具?, Idōsuru jugu) |                                         |                                          |
| 18 | MAO 18 「MAO 18」 - Mao 18 | 17 novembre 2023 ISBN 978-4-09-853012-0 | 4 giugno 2024 ISBN 978-88-226-4819-8     |
| 18 | Capitoli - 169. L'interminabile tragedia (終わらぬ惨劇?, Owaranu sangeki) - 170. Accerchiamento (包囲?, Hōi) - 171. Il proprietario dello scrigno (匣の主?, Kushige no omo) - 172. Crescere (成長?, Seichō) - 173. Una volpe di carta (紙の狐?, Kami no kitsune) - 174. L'ago oscuro (黒い針?, Kuroi hari) - 175. Il dolore della maledizione (呪いの痛み?, Noroi no itami) - 176. La scelta di Kagari (かがりの選択?, Kagari no seitaku) - 177. Il villaggio del sacrificio umano (人身御供の村?, Hitomigoku no mura) - 178. Il rito (儀式?, Gishiki)                                                                 |                                         |                                          |
| 19 | MAO 19 「MAO 19」 - Mao 19 | 16 febbraio 2024 ISBN 978-4-09-853112-7 | 19 settembre 2024 ISBN 978-88-226-5067-2 |
| 19 | Capitoli - 179. Il drago d'acqua (水流?, Suiryu) - 180. La condanna (断罪?, Danzai) - 181. Scegliere la propria strada (選んだ道?, Eranda michi) - 182. Il laghetto Shinobazu (不忍池?, Shinobazu no ike) - 183. L'origine della vita (命の出処?, Inochi no shussho) - 184. Occhi azzurri (青い瞳?, Aoi hitomi) - 185. Il tumulo di Neumaru (鵺丸塚?, Neumaru tsuka) - 186. L'automummificazione (即身仏?, Sokushinbutsu) - 187. La guida del sonaglio in terracotta (土鉿の導き?, Tsuchi no michibiki) - 188. Il simbolo della rabbia (怒りの象徴?, Ikari no shocho)                                                  |                                         |                                          |
| 20 | MAO 20 「MAO 20」 - Mao 20 | 17 maggio 2024 ISBN 978-4-09-853294-0   | 10 dicembre 2024 ISBN 978-88-226-5346-8  |
| 20 | Capitoli - 189. Segni di artigli (爪跡?, Tsumeato) - 190. La faccia di una bestia (獣の顔?, Kemono no kao) - 191. Il prezzo della rigenerazione (修復の代償?, Shūfuku no daishō) - 192. Anima umana (人の心?, Hito no kokoro) - 193. Molto più che ammirazione (その先?, Sono saki) - 194. La forza di esorcizzare (祓う力?, Harau chikara) - 195. Byoki e Yurako (猫鬼と幽羅子?, Byoki to Yurako) - 196. Il desiderio di Yurako (幽羅子の望み?, Yurako no nozomi) - 197. Il luogo in cui si trova l'anima (魂の在所?, Tamashī no zaisho) - 198. Un'ombra oscura (暗い影?, Kurai kage)                                 |                                         |                                          |

##### Volumi 21-in corso
| Nº | Titolo italiano Giapponese 「Kanji」 - Rōmaji | Data di prima pubblicazione             | Data di prima pubblicazione           |
| Nº | Titolo italiano Giapponese 「Kanji」 - Rōmaji | Giapponese                              | Italiano                              |
| 21 | MAO 21 「MAO 21」 - Mao 21 | 17 agosto 2024 ISBN 978-4-09-853545-3   | 18 marzo 2025 ISBN 978-88-226-5517-2  |
| 21 | Capitoli - 199. Il motivo della maledizione (呪った理由?, Norotta wake) - 200. La volontà di maledire qualcuno (呪う覚悟?, Narau kakugo) - 201. Il flauto attira-bambini (子寄せの笛?, Koyose no fue) - 202. Colui che suona il flauto (笛使い?, Fuetsukai) - 203. Il magico suono del flauto (笛の音の呪縛?, Fue no ne no jubaku) - 204. La bambola vivente (生人形?, Ikiningyō) - 205. Il creatore di bambole (人形師?, Ningyōshi) - 206. La bottega delle bambole (人形工房?, Ningyō kōbō) - 207. La forza motrice (動力?, Dōryoku) - 208. Una punizione insopportabile (耐えがたい罰?, Taegatai batsu)                                                              |                                         |                                       |
| 22 | MAO 22 「MAO 22」 - Mao 22 | 18 novembre 2024 ISBN 978-4-09-853679-5 | 17 giugno 2025 ISBN 978-88-226-5686-5 |
| 22 | Capitoli (traduzioni letterali dei titoli) - 209. Il metallo batte il legno (金尅木?, Kin koku moku) - 210. Ne ho fatto un esempio (見せしめ?, Miseshime) - 211. Serpenti neri (黒い蛇?, Kuroi hebi) - 212. Separato (分離?, Bunri) - 213. Ansia (不安?, Fuan) - 214. Il braccio dell'oni (鬼の腕?, Oni no ude) - 215. Sacrificio (身代わり?, Migawari) - 216. Preghiera (祈り?, Inori) - 217. Incubo (悪夢?, Akumu) - 218. Sangue e legno profumato (血と香木?, Chi to kōboku) |                                         |                                       |
| 23 | 「MAO 23」 - Mao 23 | 18 febbraio 2025 ISBN 978-4-09-854009-9 | —                                     |
| 23 | Capitoli (traduzioni letterali dei titoli) - 219. La protezione divina di Daigo (大五の加護?, Daigo no kago) - 220. Avvertimento (警告?, Keikoku) - 221. Parole di addio (別れの言葉?, Wakare no kotoba) - 222. Dove tutto ha avuto inizio (始まりの場所?, Hajimari no basho) - 223. La maledizione dell'immortalità (不死の呪い?, Fushi no noroi) - 224. L'incantesimo della legatura del vaso (壺結の術?, Koketsu no jutsu) - 225. Il peccato di Shiranui (不知火の罪?, Shiranui no tsumi) - 226. La barca del clan Goko (御降家の舟?, Gokoke no fune) - 227. Indistruttibile (不死身の化け物?, Fujimi no bakemono) - 228. Legami familiari (身内の情?, Miuchi no jō) |                                         |                                       |
| 24 | 「MAO 24」 - Mao 24 | 16 maggio 2025 ISBN 978-4-09-854112-6   | —                                     |
| 24 | Capitoli (traduzioni letterali dei titoli) - 229. Speranza e salvezza (望みと救い?, Nozomi to sukui) - 230. Modellatore di volti (造顔師?, Zouganshi) - 231. Unguento per il viso (顔と薬?, Kao to kusuri) - 232. Il volto del vaso (壺の中の顔?, Tsubo no naka no kao) - 233. Sii forte (強く?, Tsuyoku) - 234. Il ritorno del terrore (戻ってきた厄災?, Modottekita yakusai) - 235. Fuoco e acqua (火と水?, Ka to sui) - 236. La Terra sconfigge l'acqua (土克水?, Dokusui) - 237. Alleato (味方?, Mikata) - 238. Risentimento e speranza (恨みと望み?, Urami to nozomi)                                                                                              |                                         |                                       |
| 25 | 「MAO 25」 - Mao 25 | 18 agosto 2025 ISBN 978-4-09-854208-6   | —                                     |
| 25 | Capitoli (traduzioni letterali dei titoli) - 239. Lo specchio di bronzo (銅鏡?, Dōkyō) - 240. Lo specchio del drago marino (海龍鏡?, Kairyukyo) - 241. Protezione e intento omicida (加護と殺意?, Kago to satsui) - 242. Marchio della Terra (刻印?, Kokuin) - 243. Il santuario di Shiranui (不知火の社?, Shiranui no yashiro) - 244. Inseguimento (追席?, Tsuseki) - 245. Calore (温もり?, Nukumori) - 246. Il luogo in cui si trova la lancia (槍の行方?, Yari no yukue) - 247. Inimicizia (憎悪?, Zōo) - 248. Ago e bestia (針と獣?, Hari to kemono) |                                         |                                       |

##### Capitoli non ancora in formatotankōbon
I seguenti capitoli sono apparsi su Weekly Shōnen Sunday in Giappone ma non sono ancora stati stampati in formato tankōbon.
Questa lista è suscettibile di variazioni e potrebbe essere incompleta o non aggiornata.

- 249. L'intento omicida di Soma (双馬の殺意?, Soma no satsui)
- 250. Sangue e Terra (血と土?, Chi to tsuchi)
- 251. Esorcizzare la bestia (獣を祓う?, Kemono o harau)
- 252. Ratto di ferro (鉄鼠?, Tesso)
- 253. Corpo in disintegrazione (蝕まれた体?, Mushibama reta karada)
- 254. L'uomo che hai ucciso (殺した男?, Koroshita otoko)
- 255. All'interno del vortice (渦の中?, Uzu no naka)
- 256. Intenzione (狙い?, Nerai)
- 257. L'obiettivo di Shiranui (不知火の狙い?, Shiranui no nerai)
- 258. Semi di dubbio (疑惑の芽生え?, Giwaku no mebae)
- 259. Segnalazione di illeciti (密告?, Mikkoku)
- 260. Braccio della bestia (獣の腕?, Kemono no ude)
- 261. Il mostro della montagna (山の怪異?, Yama no kaii)
- 262. Pulire il disordine (後始末?, Atoshimatsu)
- 263. Rallegrarsi (元気出して?, Genki dashite)
- 264. Casa dell'abbandono (姥捨山?, Ubasuteyama)
- 265. Torre mortuaria (霊安塔?, Reiantou)
- 266. Falena parassita (宿リ蛾?, Yadori ga)
- 267. Prova (予行練習?, Yoko renshu)
- 268. Ago dello spirito della volpe (妖狐針?, Yokoshin)
- 269. Distruzione reciproca (相打ち?, Aiuchi)
- 270. Impotente (無力?, Muryoku)
- 271. Fratellini (弟たち?, Ototo-tachi)
- 272. Amore fraterno (兄の思い?, Ani no omoi)
- 273. Traditore (反逆?, Hangyaku)
- 274. Il volto della fine (最後の顔?, Saigo no kao)
- 275. Capelli corvini (黒髪?, Kuro kami)
- 276. Momento della morte (死の幻影?, Shi no genei)
- 277. Il potere magico dei capelli (髪の霊力?, Kami no reiryoku)
- 278. Il muschio della rovina della Terra (土殺しの苔?, Tsuchigoroshi no koke)
- 279. Noi due (たた二人で?, Tata futari de)
- 280. Un nuovo volto (初めて見せた表情?, Hajimete miseta hyojo)
- 281. Bestia di ferro (鉄の獣?, Tetsu no kemono)
- 282. I semi del sospetto (不安の芽生え?, Fuan no mebae)
- 283. Rimborsare il mio debito (御恩返し?, Goonkaeshi)
- 284. Non si tratta di apprezzamento o disprezzo (好き嫌いじゃない?, Suki kirai janai)
- 285. Confinamento (監禁?, Kankin)

### Anime
A luglio 2025 è stato annunciato che il manga avrebbe ricevuto un adattamento televisivo anime prodotto da Sunrise e che verrà trasmesso su NHK General TV nel secondo trimestre del 2026. La serie è diretta da Teruo Sato, con Yūko Kakihara come supervisore della sceneggiatura, il character design curato da Yoshihito Hishinuma e la colonna sonora composta da Shū Kanematsu.

## Accoglienza
Nel dicembre 2019, la rivista Brutus ha inserito MAO nell'elenco dei "Manga più pericolosi", che includeva opere con i temi più "stimolanti" e provocatori.
A luglio 2021, il manga aveva 1 milione di copie in circolazione. Lo School Library Journal ha elencato il primo volume di MAO come uno dei 10 migliori manga del 2021.
Nella sua recensione del primo volume, Rebecca Silverman di Anime News Network gli ha dato come giudizio una B−. Silverman ha definito interessante il periodo temporale in cui è ambientata la serie e i suoi elementi di costruzione del mondo, elogiando anche i disegni della Takahashi. Silverman, tuttavia, ha criticato la serie per i suoi elementi della storia "riutilizzati" e il character design, notando somiglianze con i precedenti lavori dell'autrice come Inuyasha e Rinne.